# Dental Prediction
株式会社Dental Prediction（デンタル・プレディクション、英: Dental Prediction Co., Ltd.）は、東京都北区に本社を置く日本の医療ベンチャー。通称DenPre（デンプレ）。
2024年現在、本店の他に東京オフィスを東京都港区赤坂および大阪府住之江区港北の2拠点に展開。

## 概要
「デジタル技術を活用し、歯科領域における教育・医療格差の改善を目指します」をモットーに、世界中の人々がどこにいても最新の歯科教育・相談・治療にアクセスできるデジタルプラットフォームを提供している。
「世界で活躍する歯科医療従事者と、各界の専門家からなるプロフェッショナル集団」と謳う。ニューヨーク大学での教鞭を執っていた岡﨑勝至をはじめ、留学や海外での臨床・教育・研究の経験が豊富な歯科医師らを多数擁する。
IBMのワトソンを活用するなど、最先端のAI技術、および5G・3Dデータ、3D printing模型・XR技術を用いて、歯科医療をはじめとする医療業界全体のデジタル化を協力に推し進めている。

## Mission ミッション
よりゆたかな歯科医療の充実を
よりみのり多い歯科教育を
より好ましい健康生活の設計を
より深い患者-医療従事者の相互理解を

## 沿革
- 2020年6月、株式会社Dental Predictionを設立
- 2021年5月、歯科界初となる3DPrinting模型とVRを用いたハンズオンセミナーを実施
- 2021年10月、東京オフィスをアーク森ビルに移転
- 2022年7月、IBM Watsonを活用し、症状から関連性の高い疾患を提示するソリューションを開発
- 2022年8月、B Dash Fund 4号投資事業有限責任組合（B Dash Ventures株式会社）、MSIVC2021V投資事業有限責任組合（三井住友海上キャピタル株式会社）に対し総額1.5億円の第三者割当増資を実施[3]
- 2022年12月、楽天モバイル株式会社の提供する健康寿命延伸サポートサービス「楽天シニア」を用いて健康寿命延伸に寄与する口腔機能の維持・向上を目指した実証実験を開始[4]
- 2022年7月、合同会社DMM.comが展開するDMM.make 3Dプリント事業と、3Dプリントを用いた歯科施術のトレーニングサービスに関する業務提携を締結[5]
- 2023年10月、東京オフィスを虎ノ門ヒルズビジネスタワーに移転
- 2023年10月、三井住友海上火災保険株式会社の健康保険組合である三井住友海上健康保険組合と連携し、同組合の被保険者と被扶養者の健康寿命延伸に寄与する、口腔機能の維持・向上を目的とした1年間の実証実験を開始[6]
- 2023年10月、公益財団法人大阪産業局とともにIoT・ロボットビジネス実証実験支援プログラムとして、「5G通信等とXR技術を活用した遠隔による歯科医療教育支援の実証実験」を、「5G X LAB OSAKA」とオーストラリアのメルボルン大学を第5世代移動通信システム等でつないで実施[7]
- 2023年10月、大王製紙株式会社及びそのグループ会社他で構成されている健康保険組合である大王製紙健康保険組合と連携し、同組合の被保険者と被扶養者の健康寿命延伸に寄与する、口腔機能の維持・向上を目的として、1年間の実証実験を開始[8]
- 2024年1月、株式会社ガイドデントと歯科界初のデジタルツイン技術を活用したインプラント10年保証サービスの提供に向けた業務提携を締結[9]
- 2024年1月、Y’sデンタルサポート、医療法人翼翔会と実施する「5G歯科教育支援および歯科教育プログラム構築事業」が「5G導入トライアル補助金」に採択[10]
- 2024年1月、楽天モバイル株式会社と業務提携に合意し、「楽天シニア」を通じて歯科領域での情報発信を強化[11]
- 2024年4月、歯科の健康相談 mamoru、アプリの利用者数1万人を突破
- 2024年6月、プレシリーズAエクステンションラウンドで株式会社ロッテベンチャーズ・ジャパンに対し、総額1億円の第三者割当増資を実施[12]
- 2024年6月、歯科の健康相談 mamoru、アプリの利用者数2万人を突破
- 2024年7月、ARコンテンツと3D Printing模型を活用したインプラント10年保証サービスを開始[13]
- 2024年9月、歯科の健康相談 mamoru、利用者数3万人を突破
- 2024年10月、株式会社UACJ 及びそのグループ会社等で構成されている健康保険組合であるUACJ健康保険組合の被保険者と被扶養者に対して「歯科の健康相談 mamoru」を提供し、口腔機能の維持・向上を目的とした取り組みを共同で実施
- 2024年10月、デンタルサポート株式会社および株式会社ハミエルと国民皆歯科健診を見据え、出張歯科健診事業の発展に向けた業務提携契約を締結[14]
- 2024年10月、株式会社ロッテと国民の歯科健康意識の向上を目指したサービス提供や啓発活動を目的に、歯科分野における協業契約を締結。歯科の健康相談サービスや自治体・企業向けイベントで連携。
- 2024年11月、歯科の健康相談 mamoru、アプリの利用者数4万人を突破
- 2024年11月、ロッテメディパレット株式会社と業務提携契約を締結。歯科領域の情報発信を強化し、国民の健康寿命の延伸に向けて連携[15]
- 2024年12月、歯科の健康相談 mamoru、アプリの利用者数5万人を突破
- 2025年1月、歯科の健康相談 mamoru、アプリの利用者数6万人を突破
- 2025年1月、歯科3Dデータ制作サービス「DenPre 3D Lab」が東京都主催のTokyo Social Innovation Tech Award 2024 XRメタバース分野で技術特別賞を受賞[16]
- 2025年3月、東京都による社会課題解決型スタートアップ支援事業「Tokyo Co-inNovators」【コンセプト検証支援】第１期採択企業に選出[17]
- 2025年3月、歯科の健康相談 mamoru、アプリの利用者数7万人を突破
- 2025年6月、日本国際博覧会大阪パビリオン推進委員会が大阪・関西万博に出展する「大阪ヘルスケアパビリオン」内に設置される「展示・出展ゾーン」への2025年6月17日（火）から6月23日（月）までの一週間出展予定[18]

## 拠点
- 本店：東京都北区志茂四丁目32番2号
- 東京オフィス：東京都港区虎ノ門一丁目17番1号 虎ノ門ヒルズビジネスタワー15F
- 東京第２オフィス：東京都港区虎ノ門一丁目 KDX虎ノ門一丁目ビル11F WeWork KDX 虎ノ門1丁目
- 大阪5G遠隔医療支援センター：大阪府大阪市住之江区南港北二丁目1番10号 ATCビルITM棟6F　M-1

## 事業
集患サービス事業 (歯科の健康相談 mamoru)
歯科の無料健康相談サービスと受診予約サービスを提供。
歯科教育サービス事業 (歯科3Dデータ作成サービス DenPre 3D Lab)
歯科医師のトレーニングや患者説明等に活用できる模型やXR（VR・AR・MR）コンテンツを提供。